# ホメられたい僕の妄想ごはん
『ホメられたい僕の妄想ごはん』（ホメられたいぼくのもうそうごはん、英語：My imaginary meal to be praised）はテレビ大阪とホリプロの製作により、2021年7月11日（10日深夜）から「真夜中ドラマ」枠で放送された日本のテレビドラマ。原案はゲスの極み乙女のベーシスト・休日課長のレシピ本『ホメられるとまた作りたくなる!妄想ごはん』。主演は高杉真宙。全12回。
「グルメ×音楽×恋愛コメディ」をテーマに妄想の世界に登場する理想の彼女にごはんを振る舞うモテない男の奮闘が描かれる。
ミュージックビデオ界の新進気鋭のクリエイターが監督を務め、ミュージックビデオ風の調理シーンが見どころ。
2022年日本民間放送連盟賞 テレビ番組部門優秀賞を受賞。

## キャスト

### 主要人物
和田理生（わだ まさお）〈26〉
演 - 高杉真宙（小学生時代：神尾優典）
週末はバンドでベーシストとして活動する電機メーカー子会社「High Space Solution」のサラリーマン。優柔不断な性格。彼女いない歴3000日。Yesのベーシスト、クリス・スクワイアをリスペクトしている。
美味しいご飯を作るのが日課で、産地や旬にこだわった食材で手際よく調理をしながら一人二役で架空の彼女との会話を楽しむという妄想癖がある。
鮎川智子〈26〉
演 - 小野花梨（第1話 - 第10話・最終話）
転勤してニューヨークで働く理生の幼馴染み。

### 理生のバンド仲間
大学時代の仲間たちと結成したバンド
市川奏〈26〉
演 - 福山翔大（第1話・第3話 - 最終話）
ギタリスト。鋭治のバンド脱退に伴いボーカルを兼任する。
山建鋭治〈26〉
演 - 内藤秀一郎（第1話・第3話・第4話・第9話・最終話）
元ボーカル。レコード会社のスカウトに引き抜かれソロデビューのためにバンドを脱退する。
伴藤奈津美〈26〉
演 - AMI (TENDERLAMP)（第1話・第3話 - 最終話）
ドラマー。

### 月見ル君想フ / Moon Romantic
理生のバンドが出演する、バーカウンターが併設されたライブハウス
藤沢珠希〈21〉
演 - 夏子（第1話・第3話 - 最終話）
アルバイトスタッフ。3人編成となった理生のバンドにキーボーディストとして加入する。
長田隆〈55〉
演 - 山崎潤（第1話・第3話 - 最終話）
店長。
黒いマウンテンハットの男
演 - 大塚ヒロタ（第1話・第3話・最終話）
オーディエンス。レコード会社のスカウトで鋭治をバンドから引き抜く。

### High Space Solution
理生の勤務先。電機メーカー子会社。
立花葵〈37〉
演 - 酒井若菜（第1話・第2話・第4話 - 第6話・第8話 - 最終話）
理生の上司。第5話での理生の架空の彼女。韓流ドラマにどハマりしている。
中村慎吾〈23〉
演 - 八村倫太郎（WATWING）（第2話・第4話 - 第6話・第8話 - 最終話）
理生の後輩。理生の妄想彼女の話を聞いてデリヘル嬢を呼ぶことを勧める。

### ベニースーパー
理生が食材を購入するスーパーマーケット。
おばちゃん
演 - 山野海
理生と馴染みの女性パート従業員。名字は和田。
和田
演 - 休日課長（特別出演）
黒縁眼鏡をかけたヒゲ面の男性従業員。閉店間際に来店することが多い理生のことを「ホタルマン」と呼ぶ。

### その他
カップル
演 - 長村航希（第1話・第3話・第5話・第8話）、宮下かな子（第1話・第3話・第5話・第8話・第11話）、平岡亮（第11話）
理生が閉店間際にベニースーパーに買い物に行くと出くわす、いちゃつくカップル。第11話では男性パートナーが変わっている。

### ゲスト
太字は妄想に現れる理生の架空の彼女。
第1話
- 美鈴（ライブハウスに現れた謎の美女 ）- 石田ニコル（第11話）
- 取引先の社員（理生がルーターの設定不具合を直しに行った取引先の社員）- 兒玉宣勝

第2話
- 桜井響子〈26〉（理生の取引先「ラスカ通商」のマドンナ ）- 山下リオ（第11話）
- 買い物客（ベニースーパーの冷凍食品売り場で氷を購入する女性客）- 宮下かな子

第3話
- あきたなでしこ〈39〉（米袋に写る秋田の美人農家） - 壇蜜（第11話）

第4話
- キム・スア〈26〉（韓国からの留学生） - 矢作穂香（第11話）
- ベースのお兄さん（小学生の理生にベースの演奏を教えた近所のお兄さん）- 小倉大輔
- 朝鮮語を話す男性（ベニースーパーでスアに朝鮮語で告白する男性）- 田中倫貴

第5話
- 立花葵（理生の上司） - 酒井若菜（第11話）

第6話
- 乃々花（高校時代の理生の初恋相手） - 岡本夏美（第11話）
- 久志（同窓会を呼び掛ける理生の高校時代の同級生） - 長村航希（声の出演）
- キーボーディスト（理生のバンドのキーボード募集に応募した女性） - りんごちゃん

第7話
- 平岡彩芽（走り高跳び日本代表選手） - 堀未央奈（第11話）

第8話
- 琴音（理生が学生時代から愛聴する「フライデージャズルーム」のラジオDJ） - 松本若菜（第11話）
- デンタル坂本（新人バンド発掘コンテストを開催したラジオDJ） - マイケル富岡（最終話）

第9話
- 中山先生（理生の亡くなった中学時代の恩師・軽音楽部の顧問） - 戸田菜穂（第11話）
- 長村（中山先生が亡くなったことを伝えてくれた理生の中学時代の同級生） - 長村航希（声の出演）

第10話
- ゆずりん（オシャレ雑貨店「ヴィレッジ・ヴァンガード」のアルバイト） - 中田青渚（第11話）
- MOKA（ゆずりんのバイト仲間） - 桃果

第11話
- ましろ（デリヘル嬢） - 堀田茜

## スタッフ
- 原案 - 休日課長『ホメられるとまた作りたくなる!妄想ごはん』（マガジンハウス刊）
- 脚本 - あべ美佳、宮本武史、岸本鮎佳、古川豪、我人祥太
- 音楽 - 桶狭間ありさ
- OP主題歌 - DADARAY「Ordinary days」(作詞：REIS、作曲：川谷絵音、えつこ)(TACO RECORDS/WARNER MUSIC JAPAN）
- ED主題歌 - add 「舌鼓」（echohouse records）[7]
- 挿入歌 - ichikoro 「Wager」、「Tom!!!」、「Q」、「ichigeki」、「James?」、「SAMURAI」、「Ally」（ichikoro records）
- 料理監修 - 田村つぼみ
- 編成、プロデュース - 岡本宏毅（テレビ大阪）
- チーフプロデューサー - 金岡英司（テレビ大阪）
- プロデューサー - 与十田孝輔（テレビ大阪）、宮川宗生（ホリプロ）
- 監督 - 針生悠伺、佐藤竜憲、古川豪、かとうみさと
- 製作 - テレビ大阪、ホリプロ、『妄想ごはん』製作委員会

## 放送日程
| 話数   | 放送日  | サブタイトル                                  | 脚本     | 監督         |
| ------ | ------- | --------------------------------------------- | -------- | ------------ |
| 第1話  | 7月11日 | サバの炊き込みご飯 ごちそう豚汁               | あべ美佳 | 針生悠伺     |
| 第2話  | 7月18日 | ココナッツシチュー ピーマンのナムル           | あべ美佳 | 針生悠伺     |
| 第3話  | 7月25日 | 大葉のかんたん混ぜごはん しょうが焼き         | あべ美佳 | 佐藤竜憲     |
| 第4話  | 8月01日 | コクうまキムチ鍋 チヂミ                       | 岸本鮎佳 | 佐藤竜憲     |
| 第5話  | 8月08日 | 麗しの天玉そば                                | あべ美佳 | かとうみさと |
| 第6話  | 8月15日 | 思い出のナポリタン ガーリックトースト         | 岸本鮎佳 | かとうみさと |
| 第7話  | 8月22日 | 鶏とほうれん草グラタン                        | 我人祥太 | 古川豪       |
| 第8話  | 8月29日 | きくらげとトマトの卵炒め                      | 宮本武史 | 針生悠伺     |
| 第9話  | 9月05日 | まさおの肉じゃが もやしナムル                 | 古川豪   | 古川豪       |
| 第10話 | 9月12日 | 唐揚げ しょうゆ味&大葉塩味                    | 宮本武史 | かとうみさと |
| 第11話 | 9月19日 | たらことイカの塩辛スパゲッティ オニオンスープ | あべ美佳 | 針生悠伺     |
| 最終話 | 9月26日 | 究極のしじみカレー                            | あべ美佳 | 針生悠伺     |

## 受賞歴・評価
- 日本民間放送連盟賞（2022年）
  - テレビ番組部門優秀賞[4]

## ネット局
| 放送対象地域   | 放送局                | 系列           | 放送日時                     | 放送開始日                    | 備考   |
| -------------- | --------------------- | -------------- | ---------------------------- | ----------------------------- | ------ |
| 近畿広域圏     | テレビ大阪（TVO）     | テレビ東京系列 | 日曜 0:56 - 1:26（土曜深夜） | 2021年7月11日 - 2021年9月26日 | 製作局 |
| 福岡県         | TVQ九州放送 （TVQ）   | テレビ東京系列 | 火曜 0:30 - 1:00（月曜深夜） | 2021年9月7日 -                |        |
| 北海道         | テレビ北海道（TVh）   | テレビ東京系列 | 木曜 0:00 - 0:30（水曜深夜） | 2021年10月7日 -               |        |
| 岡山県・香川県 | テレビせとうち（TSC） | テレビ東京系列 | 金曜 1:05 - 1:35（木曜深夜） | 2021年10月8日 -               |        |
| 和歌山県       | テレビ和歌山（WTV）   | 独立局         | 3夜連続                      | 2021年12月30日 - 2022年1月1日 |        |